# كينغ كونغ

الظهور الأصلي لكينغ كونغ

كينغ كونغ (بالإنجليزية: King Kong) هو اسم لغوريلا خيالية ضخمة جداً، وقد تم عمل عدة أفلام خيالية تحمل نفس الاسم والفكرة منذ عام 1933 وظهرت أيضا في سلسلة من الرسوم المتحركة وألعاب الفيديو.

## تاريخ أفلام كينغ كونغ
- 1933: فيلم «كينغ كونغ» (بالإنجليزية: King Kong)
- 1933: فيلم «ابن كونغ» (بالإنجليزية: The Son of Kong)
- 1962: فيلم «كينغ كونغ ضد غودزيلا» (بالإنجليزية: King Kong vs. Godzilla)
- 1967: فيلم «نجاة كينغ كونغ» (بالإنجليزية: King Kong Escapes)
- 1976: فيلم «كينغ كونغ» (بالإنجليزية: King Kong)
- 1986: فيلم «حياة كينج كونج» (بالإنجليزية: King Kong Lives)
- 2005: فيلم «كينغ كونغ» (بالإنجليزية: King Kong)
- 2017: فيلم «كونغ: جزيرة الجمجمة» (بالإنجليزية: Kong: Skull Island)
- 2020: فيلم «غودزيلا ضد كونغ» (بالإنجليزية: Godzilla vs. Kong)

## وصلات خارجية
- King Kong (1933)
  - King Kong: An Entertaining Monster
  - King Kong on Laser Disc
  - King Kong 2-disc DVD edition review
- King Kong (2005)
  - Official King Kong Movie Website
  - Rottentomatoes.com reviews, trailers, posters, and forum.
- أخرى
  - Planet Nintendo's King Kong 2 video game page
  - Article on Kong's history in print نسخة محفوظة 16 أغسطس 2009 على موقع واي باك مشين.
  - Kong is King.net نسخة محفوظة 12 مارس 2011 على موقع واي باك مشين.
  - "The Kong Files", a series of columns about Kong نسخة محفوظة 28 يوليو 2012 على موقع واي باك مشين.
  - A TIME Archives Collection of King Kong's progression